# Costa di English

La costa di English nella parte occidentale penisola Antartica.

La costa di English, precedentemente chiamata costa di Robert English (centrata alle coordinate 73°30′S 73°00′W) è una porzione della costa della Terra di Palmer, in Antartide. In particolare, la costa English si estende nella parte occidentale della Penisola Antartica, tra i nunatak Buttress (72°21′S 66°50′W), a nordest, e la penisola Rydberg (73°10′S 79°45′W), a sudovest, confinando a nord con la costa di Rymill e a sudovest con la costa di Bryan. La costa è separata dalla costa di Lassiter, sul lato orientale della penisola Antartica, per mezzo delle Antartande.
 Davanti alla costa è presente la piattaforma di ghiaccio Giorgio VI che, ricoprendo il canale di Giorgio VI, racchiude al suo interno diverse piccole isole e che la separa dall'isola di Alessandro I.

## Storia
La costa di English fu scoperta ed esplorata nel 1940 da Finn Rønne e Carl R. Eklund e battezzata in onore del capitano Robert A.J. English della marina militare statunitense, segretario esecutivo del Programma Antartico degli Stati Uniti d'America dal 1939 al 1941 che aveva anche preso parte alla seconda spedizione antartica Byrd nel 1933-35.